# Dasychira enneaphora
Dasychira enneaphora är en fjärilsart som beskrevs av Collenette 1955. Dasychira enneaphora ingår i släktet Dasychira och familjen tofsspinnare. Inga underarter finns listade i Catalogue of Life.